# おとめ座銀河団
おとめ座銀河団（おとめざぎんがだん、Virgo cluster ）は、銀河系の近傍にある銀河団。

## 概要
地球から約15-22Mpcの距離にあり、約1,300-2,000個の銀河をメンバーとして含む。おとめ座銀河団はより大きなおとめ座超銀河団の中核部分をなしている。我々の銀河系が属する局所銀河群はこの超銀河団の外れにあるメンバーである。
おとめ座銀河団は1781年にシャルル・メシエによって発見された。彼はこの銀河団の巨大楕円銀河であるM87を始め、おとめ座銀河団の多くのメンバー銀河の位置をメシエカタログに記録している。
この銀河団は名前の通り、地球から見て中心がおとめ座の方向にあり、最大約8度の範囲に広がっている。メンバー銀河の多くは小口径の望遠鏡でも観察できる。この銀河団までの距離についてはいまだに議論の余地があるが、2005年現在で最も精度が良いと考えられる、ハッブル宇宙望遠鏡によるケフェイド変光星を用いた距離測定によると、平均して約20Mpcという値が得られている。
おとめ座銀河団の銀河は渦巻銀河と楕円銀河がかなり不均一に混ざった構成になっている。2005年までの観測によれば、この銀河団の渦巻銀河は我々の視線方向に沿って葉巻状に伸びた長球形に分布しており、分布域の長さは幅よりも約4倍長いとされている。分布域の端は W cloud と呼ばれる別の銀河団につながっている。一方、楕円銀河は渦巻銀河よりもずっと銀河団中央部に集中している。
おとめ座銀河団は M87、M86、M49 銀河を中心に持つ3つの別々の小さな塊が一体に集まった構造になっている。この3つの塊の中では M87 の塊が最も大きく、約1014太陽質量の質量を持つ。これは他の2つの塊よりも約1桁大きい値である。
おとめ座銀河団が大きな質量を持っていることは、銀河団のメンバー銀河が高い特異速度（peculiar velocity : 宇宙膨張による後退速度以外の速度成分）を持っていることから分かる。メンバー銀河の特異速度は銀河団中心に対して1,600km/秒に達することがある。
おとめ座銀河団はおとめ座超銀河団に属しており、その重力によって銀河系の近傍銀河の（宇宙膨張に伴う）後退運動にはブレーキがかかっている。局所銀河群の後退速度はおとめ座銀河団の大きな質量に引かれて約10%減速している。